# Jean-Augustin Barral

Jean-Augustin Barral

Jean-Augustin Barral (Metz, 1819 - Fontenay-sous-Bois, 1884) was een Franse landbouwkundige. 
Hij schreef diverse werken over irrigatie. Hij is een van de 72 Fransen wier namen in reliëf op de Eiffeltoren zijn aangebracht.